# Charles Ortega
Charles Ortega (Orano, 1º aprile 1925 – Châteauneuf-Grasse, 13 febbraio 2006) è stato un artista francese.

## Biografia
Charles Ortega nacque a Orano in Algeria, dove rimase fino all'età di 6 anni. Successivamente la famiglia si trasferì in Spagna, ma con l'avvento della dittatura di Francisco Franco si spostò in Francia. All’età di 16 anni Charles Ortega iniziò la carriera di pittore ma fu fatto prigioniero dai Nazisti: venne deportato nel Campo di concentramento di Mauthausen e ci stette per più di 2 anni. I Nazisti lo picchiarono e gli bruciarono le mani dichiarando l’intenzione di impedirgli di dipingere ancora, ma la sua passione per l’arte fu più forte di ogni violenza. 
Ortega riuscì, attaccandosi sotto un treno, a scappare dal campo di concentramento a Bruxelles e poi a Parigi dove ritrovò sua madre e suo padre; lì tornò a dedicarsi alla pittura. In quel periodo conobbe Pablo Picasso. A Cannes si instaurò tra i due artisti una relazione amichevole anche grazie alla vicinanza abitativa. Pablo Picasso rimase colpito da due opere, La Gitana e La Corrida, dalla bravura, dalla tecnica e dall'utilizzo del colore che caratterizzava Charles Ortega e lo incoraggiò a non smettere. Decise anzi di ospitarlo per circa 2 anni nella sua abitazione; lì Ortega divenne suo allievo prediletto.
Charles Ortega ottenne successo in Italia e decise di risiedere tra la Francia, dove abitavano la moglie, la giornalista Christine A. Peire, e i figli Vincent e Philippe, e l'Italia, a Bagno a Ripoli, in un appartamento all'interno di Villa La Selva. Strutturò il suo studio artistico dentro a un frantoio.
Ebbe un grande successo nella sua carriera artistica fino al 1998 quando un periodo di depressione gli portò sofferenza e distacco dall'arte. 
Charles Ortega tornò a esporre nel 2004 quando incontrò di nuovo Angelo Luciano Faienza, che era stato precedentemente suo carrozziere. Quest'ultimo, oltre a seguire la sua carriera di carrozziere, aveva coltivato la sua passione per l'arte, l'artigianato e l'antiquariato, e creò e divenne presidente dell'Aliart, un'associazione nata a Firenze il 14 febbraio 2004, diventando promotore culturale e artistico di Charles Ortega garantendo l'esposizione delle sue opere. Da lì nacque una continua collaborazione e una fondata amicizia tra i due. Grazie a questo incontro Charles Ortega tornò a esporre in diverse parti d'Italia, insieme ad artisti come Carlo Sassi, Piero Passerini, Lilly Magi e Antonio Guarnieri. 
Charles Ortega morì il 6 febbraio 2006.

## Opere
L’arte di Charles Ortega, ha lo scopo di rappresentare ciò che colpisce la gente attraverso l’utilizzo del colore, il sentimento dello stupore tratto da un’ispirazione guidata da un qualcosa di sovrumano, non razionale. Nelle sue opere rappresenta il mare, i toreri spagnoli, l'Algeria sua terra d’origine e i fiori (Nature Morti) attraverso colori caldi. Charles Ortega rappresenta la quotidianità nei suoi dipinti, in molti di essi è presente il muso del cane al quale era affezionato, fonte d'ispirazione erano anche l’amore e la tenerezza data dalla moglie Christine e i rapporti di amicizia.

### Marine
I soggetti principali che Ortega usava rappresentare nelle sue Marine erano i porti, colmi di barche attraccate, le spiagge durante il tramonto o l’alba, specialmente quelle della Costa Azzurra, gli agglomerati urbani e i villaggi presenti vicino al mare.

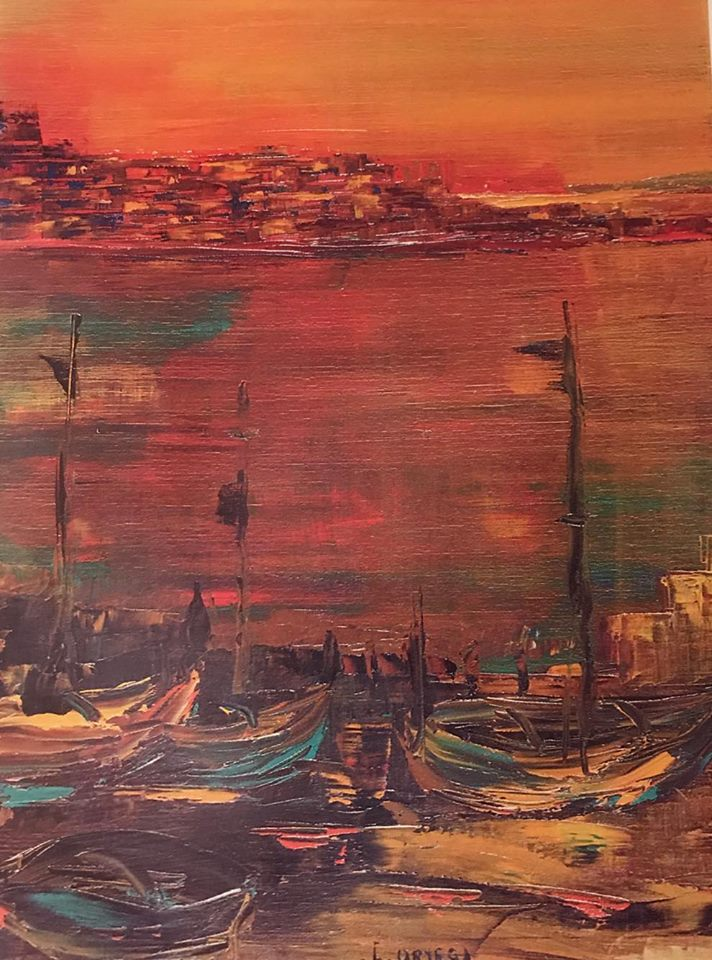
Sera sul Porto, appartenente alla categoria Marine di Charles Ortega

Alcune delle più conosciute sono:
- Sera sul porto
- Alla fermata
- Cannes
- Luna piena
- Notte sulla città
- Cannes il vecchio porto
- New York
- Le Suquet (Cannes)
- Manhattan blu
- Manhattan al tramonto
- Ritorno del Maestrale
- La tempesta
- Fossile di mare
- Lo Stagno di Vaccares
- Venezia
- Venezia a novembre
- Settembre sul lago di Ginevra
- Marina da sogno
- Porto di Théoule
- Saint-Raphaël
- Cap d’Antibes
- Golfo di St-Tropez
- Passare il Golfo Juan
- Porto Canto
- Ormeggio d’autunno
- Juan-les-Pins
- Dinard
- Ormeggio di giugno
- Spiaggia di agosto
- Ormeggio estivo
- Il mare rosso
- Marina della costa occidentale
- Sole di vele
- Juan-les-Pins
- Plaisance 85
- Lavandou
- Gramont
- Port-Vendres
- Marina d’estate
- Porto di Crau
- San Raffaele
- Regata 2000
- Maestrale a Saint-Tropez
- Saint-Tropez
- Cannes (il vecchio porto)
- Porto del Mediterraneo
- Guénolé (Bretagna)

### Maggio '68
Charles Ortega ha rappresentato in diversi quadri il maggio francese del '68. Alcuni dei più conosciuti sono:
- L’incendio della Borsa
- Viale Saint-Michel
- Maggio 68 Champs Elysées
- Manifesto CGT
- Barricate

### Le misteriose
Sono opere su sfondo bianco o ocra, create con carboncino e pastello nero, ispirate a donne nude, dallo sguardo sfuggevole, per questo denominate "le misteriose".

### Oriente
In questa categoria di quadri Charles Ortega riprende i luoghi della sua origine algerina, rappresentando deserti, donne e uomini con il volto coperto per ripararsi dalla sabbia, battaglie fantastiche caratterizzate da cavalieri a cavallo, cammelli, paesaggi, borghi, bambini e povertà.
Alcuni dei più conosciuti sono:
- Visione di una magrebina
- Monti del deserto
- Maternità Kabyle
- Meditazione
- Crepuscolo sull’Hoggar
- Noubah (Attacco)
- Gli uomini blu - caravan in Ténéré
- Cavaliere di fantasia
- Fantasia
- Fantasia al bianco Kasar
- Fantasia all’ombra del minareto
- Fantasia (2)
- Ghardaïa
- Tre uomini blu
- Nouba dentro le Sud-N'ghar
- Il Touareg al bivacco (Il tè)
- Strada della Casbah
- Santa Croce (Orano)
- La falda blu
- Scene di strada a Casbah

### Nature morte
Questa categoria di opere che presenta fiori, frutti e paesaggi si manifesta il post-impressionismo di Charles Ortega con l'uso denso del colore e toni opachi.
- Bouquet d’autunno
- Il vaso rosso
- Sensualità
- Chrysantheme
- Fiori luce
- Bouquet
- Fiori per Manhattan
- Fiori di carta straccia (1990)
- Il bouquet
- Il bouquet blu
- I girasoli
- Natura morta di giugno
- Fiori per un bassotto
- La finestra
- Natura morta con i frutti
- Il vino nuovo
- Camargue
- Camargue (2)
- Ai piedi delle Alpi
- Camargue (3)
- Neve al paese di Gex (Savoia) (1980)
- Castello a Busset
- San Marco sotto la pioggia
- L’aspettativa

### Ritratti
Charels Ortega ha realizzato ritratti. Utilizza questa forma d’arte per rappresentare persone note, figure di autorità, attori e persone a lui care che attraverso lettere richiedevano di essere ritrattati. Tra i ritratti più noti si ha Allegoria a Brigette, un ritratto al quale Ortega fu affezionato e che mantenne nella sua abitazione fino alla morte.
- Vincent
- Lisa
- Guillaume
- Claudio
- Marsa
- Sophie
- Sara
- Irma
- Muriel
- Cristina
- Marissa
- Catherine Mercedes
- Edith
- Philippe
- L’adolescente
- Félix-Gustave
- La donna dell’umanità Jeanne Calment
- Anne de Arles
- Allegoria a Brigette (1999)
- Jean Marais
- Allegoria a Pierre Cardin
- Jean-Claude Brialy
- Il Presidente Chadli
- Anthony Quinn
- Isidore Fartaria
- Il Generale De Gaulle
- Il Presidente Ben Ali della Tunisia

### Vetro colorato
Charles Ortega ha realizzato diverse vetrate tra cui la più grande è La palestra, creata insieme a maestri vetrai italiani con pezzi assemblati con piombo secondo metodologie antiche. La vetrata rappresenta i diversi sport posti sotto l’ala di una colomba rappresentante la pace che alza le stelle della bandiera europea verso il cielo; si caratterizza per l’utilizzo di linee slanciate e dinamiche che giocano con il movimento degli atleti e i colori.
- La partenza del capitano
- La palestra

### Gessetti
Tra i più conosciuti gessetti di Charles Ortega ci sono:

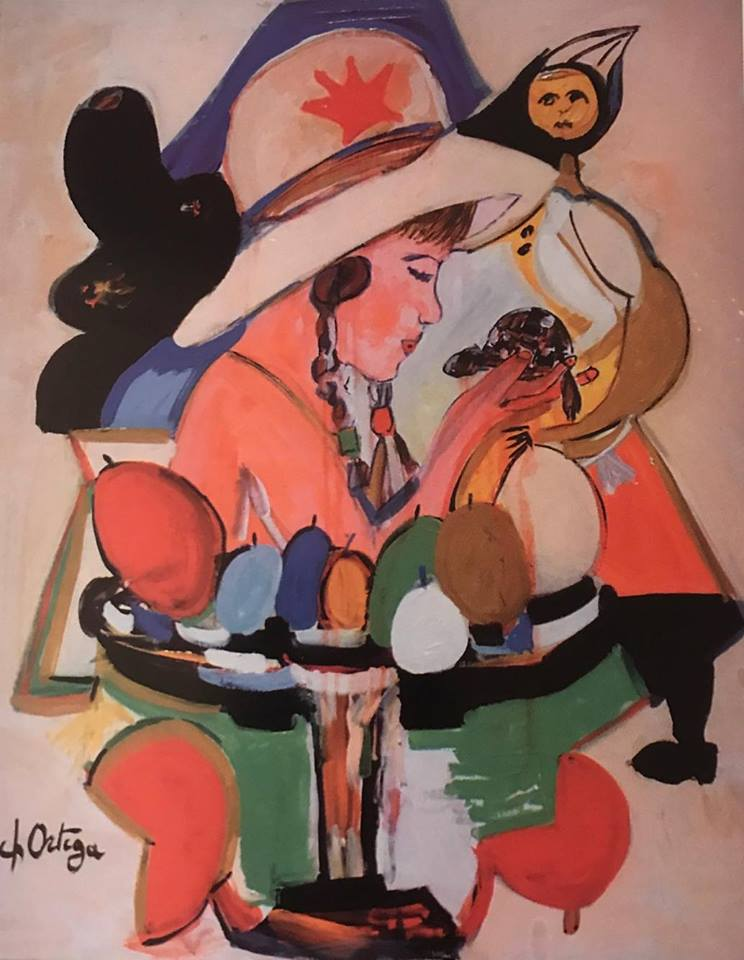
La piccola ragazza con la tartaruga (tessitura 100x80)

- Trillo di primavera
- L’albero della vita
- Alimenti terrestri
- Cibi terrestri
- La vita a rotelle
- Cibi terrestri (2)
- Cibi terrestri (3)
- Cibi terrestri (4)
- Cibi terrestri (5)
- Cibi terrestri (6)
- Cibi terrestri (7)
- Cibi terrestri (8)
- Cibi terrestri (9)
- Cibi terrestri (10)
- Infanzia
- Cibi terrestri (11)
- Fantasia (1)
- Fantasia (2)
- Fantasia(3)
- Il mare
- Il circo
- I clown
- Infanzia (2)
- Gessetto per Cannes
- I mestieri
- La gente
- Le marine del cane
- L’agricoltura
- Gli uni e gli altri
- Carnevale sulla laguna
- Saint-Tropez
- Giovanna con il pane secco
- La ricreazione
- Cielo cupo
- I fiori che vede
- La cavalletta
- Mimi
- Cielo e mare
- Tu, io, l’altro
- Onirismo
- Onirismo (2)
- Cavallo Magico
- L’uomo di stoffa

### Tessitura
Charles Ortega ha realizzato arazzi, alcuni dei più conosciuti sono:
- Fabbricazione di Aubusson ieri
- Fabbricazione di Aubusson al giorno d’oggi
- La piccola ragazza con la tartaruga (tessitura 100x80)
- Pappagallo blu (tessitura 100x80)
- Corrida (tessitura 100x80)

### Tauromachie
Charles Ortega nelle Tauromarchie mostra attraverso l’astrattismo il movimento del torero, rappresenta la forza, lo scontro, il movimento. Per la maggior parte di esse ha utilizzato il nero e il rosso.

### Ceramiche e porcellane
Charles Ortega rappresenta alcune delle più note opere su piatti di ceramica e porcellana.

### Turbolenze-morti terrestri
Alcune opere di Charles Ortega realizzate con gessi e oli, sono caratterizzate da un tratto istintivo. Ortega per 35 anni realizza opere astratte.
Alcune delle più conosciute:
- Cocktail party per cani
- Gloria al frutteto californiano
- Cibi terrestri
- Cibi terrestri (2)
- Gli illusionisti
- Le fakir
- L’innocenza
- Fiori di carta straccia
- Il giardino dell’Eden
- Il vasaio
- Gli attori
- Alimenti terrestri
- La musica
- Il violoncellista
- L’artista africano

### Carnevale di Venezia
Charles Ortega dedicò parte delle sue opere al Carnevale di Venezia. Alcune delle più conosciute sono:
- Carnevale
- Maschere
- Pirandello
- Pulcinella
- Le tre Maschere
- Clowns di Venezia
- Venenziano di Marzo
- Lo specchio

## Mostre
Ortega espose in numerose mostre a livello internazionale sia con il suo maestro Pablo Picasso che con altri noti artisti come: Joan Miró, Georges Braque, Marc Chagall, Anthony Quinn, André Masson e Henri Matisse. 
- 1974 a Parigi alla Galleria di Pardo
- 1975 a Rubaix nel Grand-Hotel.
- 1976 a Genève (Svizzera), alla Galleria La Mandarine (San Tropez), Galleria d’Arte Internazionale (Firenze), Al Centro Culturale (Monza)
- 1977 alla Galleria del Teatro Royal (Cutrati) e alla Galleria El Taller (Grambois)
- 1978 alla Galleria Alcyone (Firenze), alla Galleria Il Salotto (Lerici), al Centro Culturale Messico-Italia con l’amico fiorentino Enzo Pazzagli (Messico), alla Galleria Adriano Olivetti, al Palazzo delle Belle Arti
- 1979 alla Galleria Il Vertice a Milano
- 1980 al Salone dell’Hotel del Golfo (Francia), alla Galleria Atelier du Bélier  (Cannes) e alla Galleria du Montfleury, alla galleria Georges Privez (Svizzera).
- 1981 alla Galleria Chrysmart (Arles), al Palazzo Casali (Cortona) dove donò alla cella di S. Francesco una tela riproducente la Madonna, che venne rubata. Nello stesso anno espose nell’Espace Pierre Cardine e al Salone d’Atone L’Hommage a Parigi
- 1982 a Palazzo Strozzi, al Palazzo del senato di Lussemburgo, all’Espace Pierre Cardine a Parigi
- 1984 a Flayosc, al Palazzo del Festival del Film (Cannes)
- 1985 al Museo Nazionale delle belle arti di Alger
- 1986 a Montegrotto Terme (Padova, Italia), al Batterkinden Galerie Zükrone (Svizzera)
- 1988 alla Casa della Cultura à Puebla (Messico)
- 1990 a Parigi durante l’Assemblea Nazionale consegnò una litografia e il ritratto di Pierre Bachelet a lui stesso.
- 1992 a Cannes inaugurò “La palestra” una vetrata da lui ideata, inoltre espose in USA, Florida, Fort Myers, California e a Los Angeles dove ebbe modo di conoscere alcuni personaggi famosi tra cui Tony Curtis e Cyd Charisse.
- 1994 al Centro Culturale e alla Galleria del Palazzo Bourbon
- 1996 alla Galleria Casadéi
- 1997 ad Arles alla Galleria Chrysmart e al Centro Culturale dove espose le sue Tauromachie
- 1998 alla Galleria du Colon (Siville), Clemont-Ferrand fropu Titel, al museo d’arte moderna Céret, in Messico alla Casa della Cultura.

## Riconoscimenti
Nel 1979 venne nominato accademico dalla Commissione Artistica dell’International Academy of Arts di Torino: venne iscritto nell’Albo d’Oro dell’Accademia e gli venne assegnato il diploma con medaglia. A dicembre dello stesso anno, venne premiato nel Salone Europeo d’Autunno di Malta.
Nel 1980 a Firenze gli venne consegnato il premio internazionale le Muse nella sala dei Duecento a Palazzo Vecchio.